# Katie Mack
Katherine J. Mack (* 1. května 1981) je teoretická kosmoložka, která vede Hawkingovu katedru kosmologie a vědecké komunikace na Perimeter Institute for Theoretical Physics (PITP). Je to nezávislé výzkumné centrum v oblasti teoretické fyziky se sídlem ve Waterloo v provincii Ontario v Kanadě a bylo založeno v roce 1999 kanadským podnikatelem a filantropem Mikem Lazaridisem.
Ve svém výzkumu se zabývá temnou hmotu, rozpadem vakua a epochou reionizace po velkém třesku. Katherine je také popularizátorkou vědy. Podílí se o své znalosti na sociálních sítích a pravidelně píše pro Scientific American, Slate, Sky & Telescope, Time a Cosmos. Stále více se také zajímá o konec vesmíru.

## Mládí a vzdělání
Katherine se narodila v roce 1981 a už jako dítě se začala zajímat o vědu. Její dědeček studoval na Kalifornském technologickém institutu a pracoval na misi Apollo 11, která dopravila lidi v roce 1969 poprvé na povrch Měsíce. Její matka byla fanynkou sci-fi a povzbuzovala Katherine, aby sledovala filmy Star Trek a Star Wars. Později se zúčastnila přednášek známých vědců, jako je Stephen Hawking, a začala se zajímat o časoprostor a velký třesk.
Katherine začala stejně jako její dědeček navštěvovat Kalifornský technologický institut. V roce 2003 získala bakalářský titul z fyziky. V roce 2009 získala doktorát z astrofyziky na Princetonské univerzitě. Její diplomovou práci o raném vesmíru vedl Paul Steinhardt.

## Kariéra

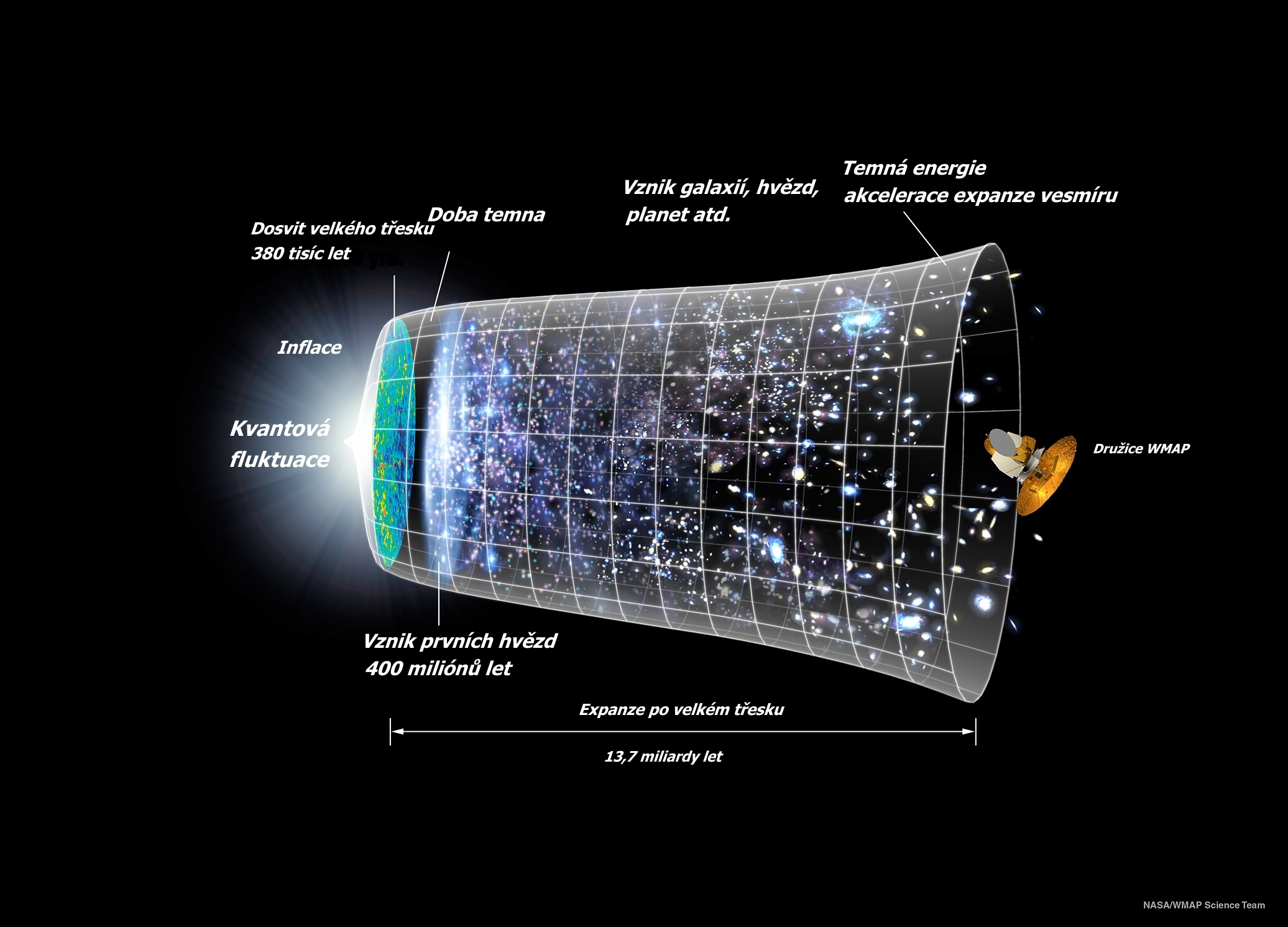
Vývoj vesmíru podle současných teorií

- V roce 2009 po získání doktorátu nastoupila Katherine na University of Cambridge. Pracovala tam jako postdoktorandská výzkumná pracovnice Science and Technology Facilities Council (STFC) pro Kavli Institute for Cosmology.
- V roce 2012 se stala členkou Discovery Early Career Researcher Award (DECRA) na University of Melbourne v Austrálii. Tam se podílela na konstrukci detektoru temné hmoty SABRE.
- V lednu 2018 se Katherine stala odbornou asistentkou a členkou univerzitního klastru Leadership in Public Science na katedře fyziky na Státní univerzitě v Severní Karolíně.
- V červnu 2022 nastoupila do Perimeter Institute for Theoretical Physics jako vedoucí Hawkingsovy katedry na Cosmology and Science Communication.[5]
- V roce 2022 ji kanadská multidisciplinární výzkumná organizace Canadian Institute for Advanced Research (CIFAR) jmenovala jednou z CIFAR Azrieli Global Scholars.

## Výzkum

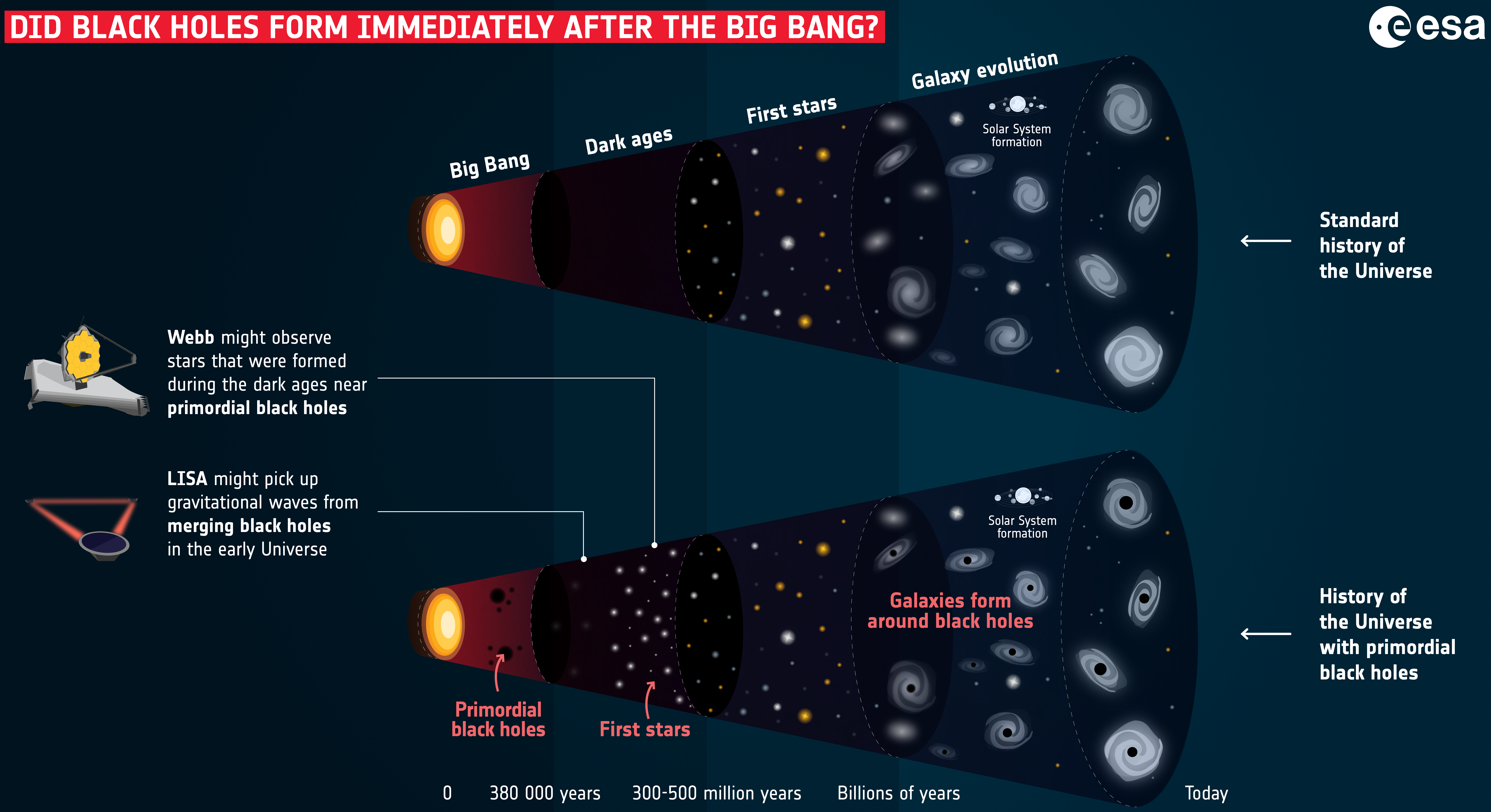
Vznik vesmíru s primordiálními černými dírami a bez nich

Katherine pracuje na rozhraní mezi fundamentální fyzikou a astrofyzikou. Její výzkum se zabývá temnou hmotou, rozpadem vakua, vznikem galaxií, pozorovatelnými stopami kosmické evoluce a epochou reionizace.
Věnuje se reionizaci, což je druhý ze dvou hlavních fázových přechodů plynu ve vesmíru po velkém třesku (první fáze je rekombinace). Došlo při ní ke spojování elektronů a protonů za vzniku neutrálních atomů vodíku.
Věnuje se také temné hmotě nebo také skryté hmotě, kterou Katherine popsala jako jednu z nejnaléhavějších záhad vědy. Zabývala se i samozničením temné hmoty. Zkoumala, zda by akrece (postupné dopadání látky na hvězdu z okolního prostředí vlivem gravitačních sil, například v počátečních fázích vývoje hvězd) temné hmoty mohla vést k růstu prapůvodních černých děr – PBH. Primordial Black Holes (PBH) jsou hypotetické černé díry, které vznikly brzy po velkém třesku. Později pracovala také na vlivu PBH na kosmické mikrovlnné pozadí.

## Popularizace vědy

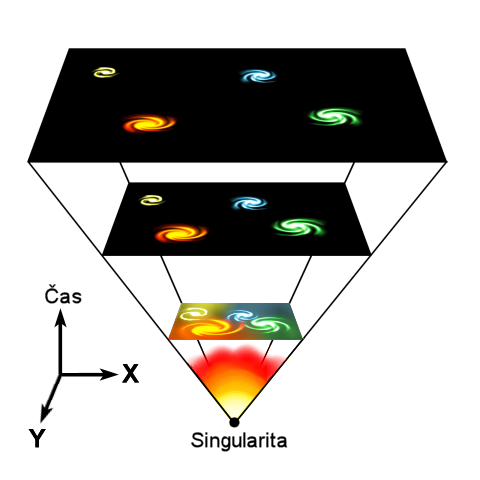
Podle teorie velkého třesku vznikl vesmír z nekonečně husté singularity (bodu v prostoru, kde gravitační pole a jiné fyzikální veličiny nabývají nekonečných hodnot). Vesmír se s postupem času rozpíná, čímž se objekty od sebe vzdalují.

- Podle teorie velkého třesku vznikl vesmír z nekonečně husté singularity (bodu v prostoru, kde gravitační pole a jiné fyzikální veličiny nabývají nekonečných hodnot). Vesmír se s postupem času rozpíná, čímž se objekty od sebe vzdalují.Katherine umí velmi dobře pracovat na sociálních sítích a s tradičními médii. Její účet na Twitteru má přes 300 000 sledujících. Motherboard a Creative Cultivate ji popsali jako celebritu sociálních médií.
- Je velkou popularizátorkou vědy a přispívá do The Guardian, Scientific American, Slate, The Conversation, Sky & Telescope, Gizmodo, Time a Cosmos. Odborné informace poskytuje i radiu a televizi BBC.
- V roce 2017 přednášela na Australian Institute of Physics Women in Physics a v této funkci strávila tři týdny přednáškami na školách a univerzitách po celé Austrálii.
- V roce 2018 byla Katherine vybrána jako jeden z porotců nově založeného časopisu Nature Research Awards for Inspiring Science and Innovating Science.
- V únoru 2019 se objevila v epizodě The Jodcast, kde mluvila o své práci a vědecké komunikaci.
- V roce 2019 byla členem poroty Ceny Alfreda P. Sloana na filmovém festivalu Sundance.
- V roce 2019 byla zmíněna v Hozierově skladbě „No Plan“ z jeho alba Wasteland, Baby. Věta zní: „Jak Mack vysvětlila, bude opět tma“.
- V srpnu 2020 nakladatelství Simon & Schuster vydalo její první knihu The End of Everything (Astrophysical Speaking), kde zvažuje pět scénářů konce vesmíru (teoreticky i prakticky). Obdržela za ní mnoho pozitivních recenzí za vědecký dosah, přesnost a vtipnost. Kniha byla uváděna na seznamech nejlepších knih roku 2020.